# Rabrovo
Rabrovo (cyr. Раброво) – wieś w Serbii, w okręgu braniczewskim, w gminie Kučevo. W 2011 roku liczyła 1025 mieszkańców.